# Castello Cantelmo-Caldora
O Castello Cantelmo-Caldora (Castelo Cantelmo-Caldora) localiza-se na cidade de Pacentro, província de L'Aquila, na região de Abruzos (Itália).